# Кузьма Олексій Михайлович
Олексій Михайлович Кузьма, або Олекса Кузьма (27 березня 1875, село Печенія, нині Золочівський район Львівська область — 22 травня 1941, Львів) — український журналіст, офіцер австро-угорської армії, сотник УГА, редактор органу УНДО «Свобода».

## Життєпис
Народився 1875 року в селі Печенія (нині Золочівського району Львівської області, Україна).
Після закінчення гімназії навчався на правничому і філософському факультетах Львівського університету. Навчання не завершив через нестачу коштів.
1902 видав збірку нарисів «Начерки Олекси Кузьми». Працював у редакції газети «Діло». Під час Першої світової війни воював у австро-угорській армії, навесні 1915 у м. Перемишль потрапив у російський полон. Перебував у таборі в м. Уфа (нині Башкортостан, Російська Федерація). Повернувся до Галичини наприкінці 1918. У складі УГА брав участь у Визвольних змаганнях 1917—1921. Учасник листопадових боїв 1918 р. у Львові. Деякий час утримувався у польських таборах для інтернованих. Після звільнення до 1938 року продовжував працювати в газеті «Діло»; водночас з 1922 по 1938 — редактор офіційного органу УНДО часопису «Свобода». Публікував у галицькій пресі матеріали з історії національно-визволних змагань.
Опираючись на українські і польські джерела, безсторонньо висвітлив безпосередню підготовку та перебіг Листопадового чину в праці «Листопадові дні 1918 року» (Львів, 1931, 2003; Нью-Йорк, 1960), що донині залишається найкращим описом військового аспекту встановлення української влади у Львові восени 1918 (містить велику кількість фото, плани, карти тощо).